# Karolina Zając
Karolina Zając, po mężu Fiejdasz (ur. 11 maja 1988) – polska koszykarka, występująca na pozycjach rzucającej lub niskiej skrzydłowej, dwukrotna mistrzyni Polski.

## Osiągnięcia

### Drużynowe
- Mistrzyni Polski (2006, 2007)[2][3]
- Brązowa medalistka mistrzostw Polski (2009)[3]
- Zdobywczyni:
  - Superpucharu Polski (2008)
  - Pucharu Polski (2006, 2009)
- Finalistka Pucharu Polski (2007)